# Giuseppe Allegri
Pour les articles homonymes, voir Allegri.
Giuseppe Allegri, né en 1814 et mort en 1887, est un photographe italien, actif à Brescia.

## Biographie
Giuseppe Allegri est le premier photographe à ouvrir un studio dans la ville de Brescia en Lombardie, à partir de la seconde moitié du XIXe siècle. Il s'établit d'abord Sotto i Portici, qu'il quitte en 1883. En 1886, lorsqu'il transmet l'affaire à son fils Ignazio Allegri, le studio était situé rue Contrada Dosso.
Allegri a produit des photo-cartes et des cartes postales, surtout de portraits.

## Galerie

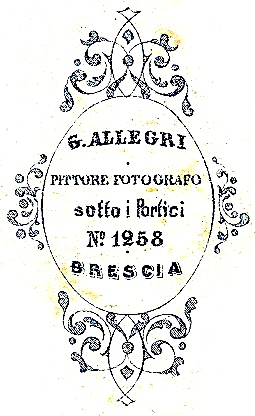
Verso d'une carte-photo de Giuseppe Allegri.
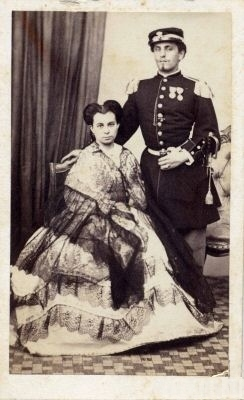
Officier italien avec une dame, vers 1880.
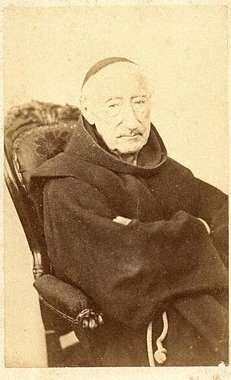
Le franciscain Maurizio Malvestiti, un des protagonistes des dix jours de Brescia en 1849.
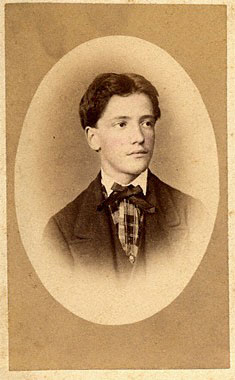
Un étudiant.
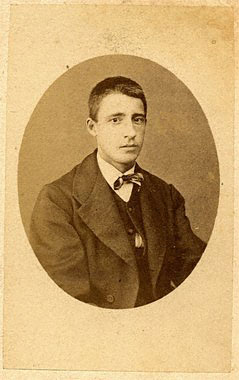
Un étudiant.